# Audika

Audikaのシンボルマーク

Audika株式会社（オーディカ、英称：Audika K.K.）は、神奈川県川崎市幸区に本社を置く、デマント（Demant A/S）傘下でAudikaグループ（Audika Group）の補聴器ディーラー。デマントにおける聴覚ケア事業及び補聴器リテール事業の日本法人。
旧社名は新日本補聴器株式会社。2024年11月までは三重県津市に本社が置かれていた。

## 概要
オーティコン（現デマント・ジャパン）株式会社出身の高橋充が創業した北陸補聴器株式会社がルーツ。
2022年11月にデンマークの聴覚ヘルスケア企業のデマントが新日本補聴器株式会社と北陸補聴器株式会社の全株式を取得、デマントの完全子会社となった。それまではMTHA補聴器専門店グループとして全国100店舗以上の直営専門店を展開し、独立系では国内最大手の補聴器専門店グループだった。創業者がOBということからオーティコンとの繋がりが深く、グループにおける販売台数の多くをオーティコンが占めていた。現在はデマントの聴覚ケア事業部門であるAudikaグループに属する。
「Audika」はデマントが保有する聴覚ケアブランド（2009年9月にEUIPOに商標登録）であり、デマントにおける補聴器リテール部門のグループ名でもある。

## CI（コーポレート・アイデンティティ）
パーパス（企業理念）は「Life-changing hearing care（聴覚ケアを通じて人々の人生を大きく変えていく）」。
ブランドコンセプトは「Your hearing is our expertise（あなたの聴こえは私たちの専門分野です）」。
グループのコーポレート・ステートメントは「Love your ears（耳を大切に）」、「Keep being you（あなたらしくあり続けて）」。
グループが掲げるビジョン（夢）は「Help more people hear better（一人でも多くの人がより良い聴こえを手にすることができるように支援をする）」。

## Audikaの歴史

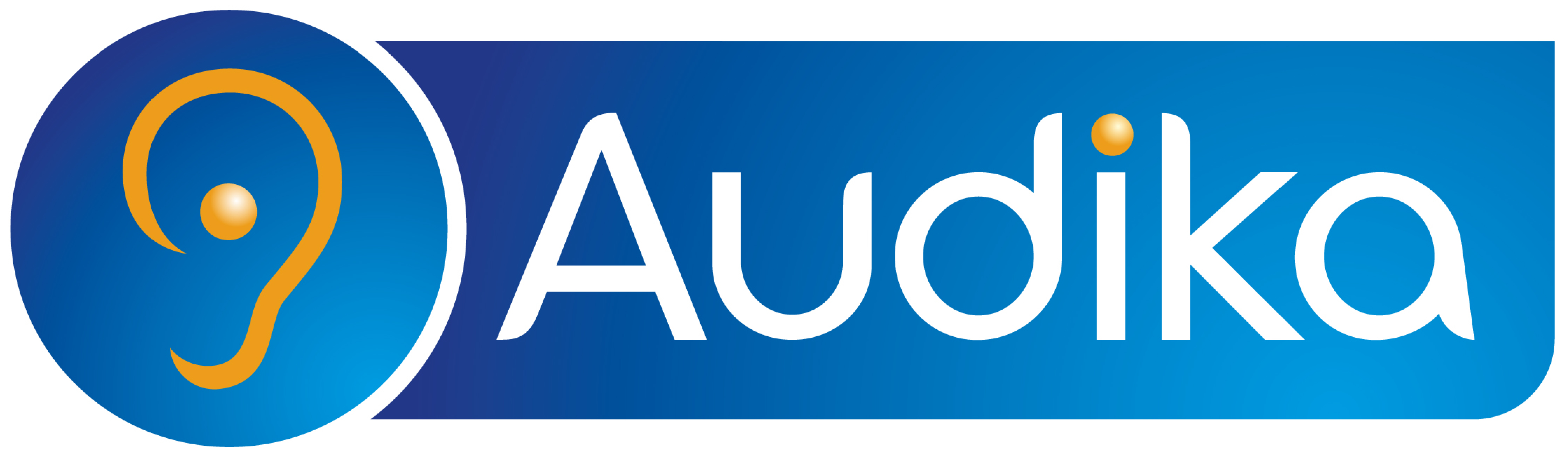
Audika（Audika Groupe）の旧ロゴマーク

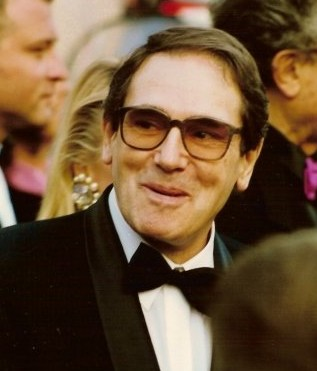
ロバート・ホセイン（Robert Hossein）
彼のCM起用でシニア層におけるAudikaの認知度が6年間で27%から62%に上昇。

1976年にフランスで当時補聴器メーカーの営業部長を務めいてた兄ジャン・クロード・トナール（Jean-Claude Tonnard）とパリ・ドーフィン大学を卒業したばかりの弟アラン・トナール（Alain Tonnard）の二人の兄弟によってSode SOC Organ Developp Entr S.A.としてパリにて創業（法人登記は購買部門設立の1977年）。1985年にSOC Organisat Development Entreprise S.A.に社名変更し聴覚矯正センターのフランチャイズを開始。1997年に社名を「あらゆる言語で発音できる名前」であるAudika（Audika S.A.）に変更し、1998年にはパリ証券取引所（現ユーロネクスト・パリ）に上場。2003年からブランドアンバサダーにフランスの俳優で映画監督のロバート・ホセイン（Robert Hossein）を起用しブランド知名度の向上を図る。2011年に社名をAudika Group（フランス語：Audika Groupe S.A.）に変更し（現在はAudika Groupe S.A.S.）、2014年6月には世界最大の補聴器小売業者であるイタリアのAmplifonが買収に興味を示すが、2015年9月にデマントがAudika社の持株会社であるHolton S.A.S の所有するAudika Groupの株式53.9%を買収し同社の経営権を取得（同年12月完全子会社化）。2018年より現グループ体制となりデンマーク首都地域のスメーロム（Smørum）にグローバル本部を置き同じ店舗名で世界展開している。

## 沿革
本節では、祖業の北陸補聴器の発足から新日本補聴器を経て日本法人のAudikaまでの沿革を記す。
- 1983年12月 - オーティコンの社員だった新潟県出身の高橋充が福井県福井市日之出（現在のAudika福井店の場所）に北陸補聴器株式会社を創業[27]。
- 1988年2月 - 静岡県静岡市に新日本補聴器株式会社を設立[28]。
- 2001年11月 - 静岡県静岡市に補聴器や聴覚検査機器の卸売及び代理店育成開発事業を行うエムティエッチエー商事株式会社を設立[29]。
  - 北陸補聴器株式会社の本社を三重県津市に移転。

MTHA補聴器専門店グループ時代のロゴタイプ

- 2013年3月 - 静岡県静岡市にイヤモールドなどを製造するモールド製造部を新設。
- 2016年12月 - 言葉の聴き取りを強調するために独自の方法でフィッティングされた補聴器「リスニングメイト/LISTENING MATE」を商標登録[30]。
- 2022年11月 - 新日本補聴器株式会社と北陸補聴器株式会社の全株式をデマントに譲渡[5]。同時に創業家の高橋一族は経営から退き、新しく代表取締役にデマント社長兼CEOのソーレン・ニールセン[31] とデマント・ジャパン社長の木下聡[32][33]が就任。
  - 本社を北陸補聴器株式会社のある三重県津市に移転統合[34]。
- 2023年1月 - 北陸補聴器株式会社を吸収合併[34]。エムティエッチエー商事株式会社は商号変更により事実上消滅[35]（承継会社との資本関係は無い）。
  - 代表取締役の木下聡がデマント・ジャパン社長を退任しアドバイザーに就任。
- 2023年7月 - 栃木県宇都宮市に日本におけるAudikaショップ第1号店をオープン（新日本補聴器センター宇都宮店を全面改装）[36][37]。

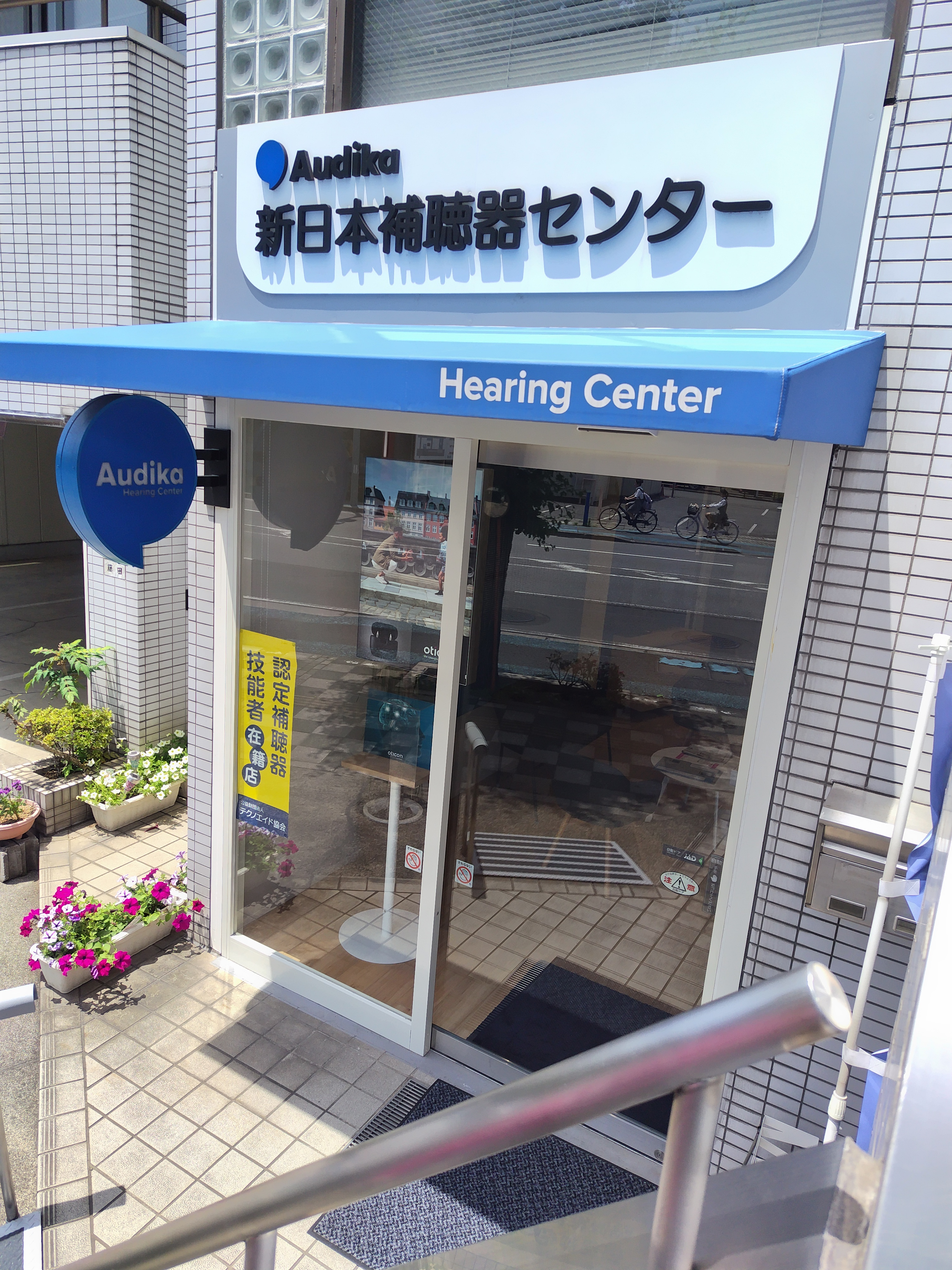
日本におけるAudikaショップ1号店(栃木県宇都宮市)

- 2023年10月 - 新日本補聴器センター岡山店を岡山市北区清輝橋の大学病院通りに移転リニューアルオープン（日本におけるAudikaショップ2号店）。
  - 福岡市内にコンタクトセンターを開設。
- 2024年4月 - 岡山県において、日本臨床耳鼻咽喉科医会岡山県地方部会（岡山県耳鼻咽喉科医会）と岡山大学病院聴覚支援センターによる産官学連携で挑む加齢性難聴の早期発見プロジェクトに参画[38][39][40]。自治体での導入は国内初となる自動聴力検査機器（OtoKiosk/オトキオスク）搭載の聴覚検診車（Audika Go/オーディカゴー）[41][42] の運行を担当。[43][44][45][46][47]
- 2024年10月 - 新日本補聴器センター水道橋店を巣鴨店に、東海補聴器センター大垣店を岐阜店にそれぞれ統合。東海補聴器センター津店（新日本補聴器株式会社の本店所在地）を閉店。
  - 五稜郭補聴器センター（北海道函館市）を買収し新日本補聴器センター函館店と統合（日本におけるAudikaショップ3号店としてAudika函館店にリニューアル）。
- 2024年11月11日 - 商号を「Audika株式会社」に変更。[7][48]
- 2024年11月15日 - 本社を三重県津市丸之内養正町からデマント・ジャパンのある神奈川県川崎市幸区堀川町に移転。[7]
- 2024年11月30日 - 新日本補聴器センター札幌店、旭川店、帯広店、広島店、佐賀店を閉店。東海補聴器センター焼津店を藤枝店に、沼津店を三島店に、豊橋店を豊川店に、金沢補聴器センター有松店を金沢店にそれぞれ統合。
- 2024年12月 - 屋号である店舗名の○○補聴器センターを廃止し、すべてAudika△△店に変更。
- 2025年1月27日 - 米子店を閉店。
- 2025年5月14日 - K-1格闘家の古宮晴選手と年間スポンサー契約を締結し[49][50]、聴覚ケアアンバサダー（Audika Hearing Care Ambassador）に迎える[51]。
- 2025年8月 - 木下聡が代表取締役を退任。新しくデマント・ジャパン社長の齋藤徹が代表取締役に就任（デマント・ジャパン、ダイアテックジャパン、Audikaの3社の代表取締役を兼任）。
  - 本社を川崎市から東京都品川区に移転予定。

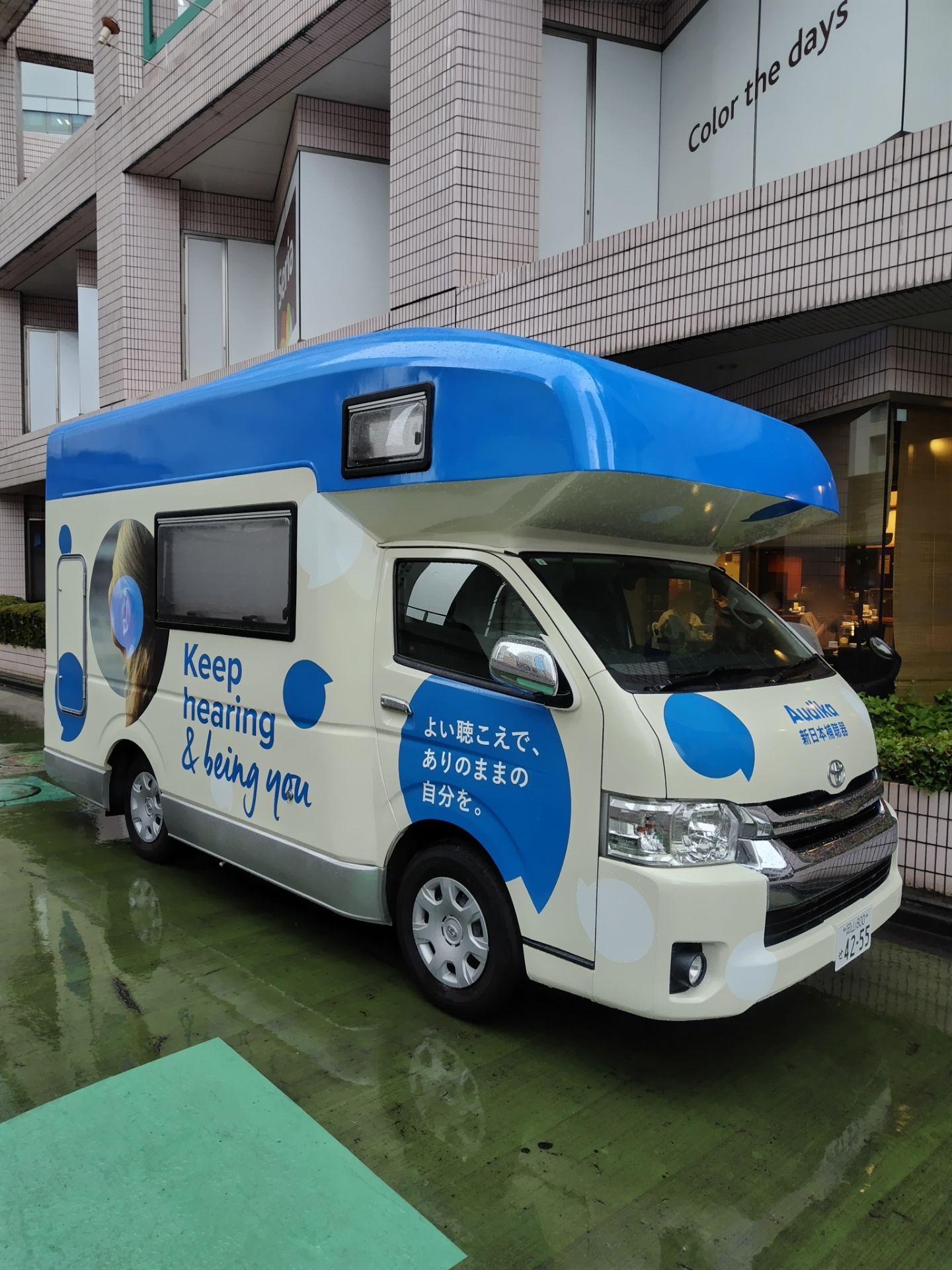
聴覚検診車「Audika Go」(東京都品川区)

## 店舗網
2025年時点で67店舗となっている。※は認定補聴器専門店。
旧・新日本補聴器センター（39店）
- 北海道（2店）- 北見店、函館店
- 青森県（2店）- 青森店、八戸店
- 岩手県（2店）- 盛岡店、宮古店
- 宮城県（1店）- 仙台泉店
- 秋田県（2店）- 秋田店※、大館店※
- 山形県（1店）- 山形店
- 福島県（3店）- 福島店、郡山店、会津若松店
- 茨城県（2店）- 水戸店、土浦店※
- 栃木県（1店）- 宇都宮店※
- 千葉県（1店）- 千葉店
- 東京都（1店）- 巣鴨店※
- 山梨県（1店）- 甲府店※
- 滋賀県（2店）- 大津店、彦根店
- 京都府（3店）- 京都店、宇治店※、舞鶴店
- 大阪府（1店）- 高槻店
- 兵庫県（1店）- 神戸店
- 奈良県（1店）- 奈良店
- 和歌山県（3店）- 和歌山店※、田辺店、橋本店
- 鳥取県（1店）- 鳥取店
- 岡山県（1店）- 岡山店※
- 徳島県（1店）- 徳島店※
- 香川県（1店）- 高松店
- 高知県（1店）- 高知店※
- 福岡県（2店）- 福岡店、久留米店※
- 長崎県（1店）- 長崎店
- 宮崎県（1店）- 宮崎店

旧・東海補聴器センター（16店）
- 静岡県（7店）- 藤枝店、浜松店、磐田店、掛川店、三島店※、富士店、富士宮店
- 神奈川県（4店）- 横浜店、平塚店、厚木店、小田原店
- 岐阜県（1店）- 岐阜店
- 愛知県（4店）- 名古屋店、春日井店、豊田店、豊川店※

旧・北日本補聴器センター（2店）
- 新潟県（2店）- 新潟店、上越店

旧・北陸補聴器センター（3店）
- 富山県（3店）- 富山駅前店、高岡店、魚津店

旧・金沢補聴器センター（2店）
- 石川県（2店）- 金沢店※、小松店

旧・福井補聴器センター（2店）
- 福井県（2店）- 福井店、武生店

旧・信濃補聴器センター（3店）
- 長野県（3店）- 長野店、松本店、上田店※

## 国際展開
Audikaグループとしてデンマークに本拠を置き世界27カ国でビジネスを展開している。2024年12月期のグループ売上高はデマントの連結売上高の44.3％にあたる99億3,200万デンマーククローネだった。
店舗（海外では主に聴覚クリニック/Hearing Clinicと称する）総数は2015年以降加速度的に増加しており、その数は全世界で4,000を超える。その要因の一つにデマントの流通統合戦略（世界中の聴覚ケアクリニックを買収しデマントの既存ネットワークに統合する）があり、同社の聴覚ケア事業部門では世界の様々な地域で継続的に企業買収が行われており、毎年約50件の取引を実行している。

Audika Groupの店舗が存在する国々※2025年1月時点
Audika（13カ国）
Audika Groupその他（14カ国）

- Audika - オーストラリア、ベルギー、ドイツ、デンマーク、フランス、ハンガリー、イタリア、ニュージーランド、ポーランド、スペイン、スウェーデン、スイス、日本
- Hidden Hearing - アイルランド、北アイルランド、イングランド
- HearingLife - カナダ、アメリカ
- HearingPartners - マレーシア、シンガポール
- Akoustica Medica - ギリシャ、ポルトガル
- Telex - ブラジル
- SWTL - 中国
- Van Boxtel - オランダ
- Idis - トルコ
- Medton-Hedim - イスラエル

## 聴覚スクリーニング事業
岡山県耳鼻咽喉科医会主導による、自動聴力検査機器OtoKioskと聴覚検診車Audika Goを用いたEHS（高齢者自動聴覚スクリーニング）が2024年度より日本で初めて岡山県の8市町でトライアル実装された。
2025年度には岡山市が加齢性難聴の早期発見や予防につなげる啓発事業を開始し、同年7月2日に岡山市、岡山大学、デマント・ジャパンの3者による「加齢性難聴の早期発見・早期ケアに係る連携協定」が岡山市役所本庁舎で締結された。協定の6つの連携事項のうち「聞こえに関する正しい理解の普及啓発」「加齢性難聴の早期発見」「（耳鼻科医への）受診勧奨」の3項目が企業マターとなっており、引き続きOtoKioskとAudika Goを活用しながら市内の各公民館等で行われる介護予防教室に合わせて、Audikaスタッフが聞こえについての講話や聴覚チェックを行なっている。
また、同じく2025年度より富山県の朝日町が「ヒアリングフレイル 聴こえの健康チェック事業」と題して、あさひ総合病院と連携し介護予防教室や特定検診など高齢者や地元住民が集まる場所にAudika Goを派遣し、簡易的な聴力検査や啓発活動を実施している。

## ギャラリー
- Audikaショップの標識（Audika宇都宮店）
- Audikaショップのグラフィックパネル（Audika宇都宮店）
- Audikaショップの店内（Audika宇都宮店）
- Audikaショップの店内②（Audika宇都宮店）
- 入口・手摺り付きスロープ（Audika宇都宮店）
- Audikaの店舗外観（Audika新潟店）
- Audikaの店舗外観（Audika上越店）

## その他
- 毎日、日本全国の公共施設等で補聴器の無料相談会を行っている[68]。
- RSK山陽放送のラジオ番組「天神ワイド朝」内にて毎月第4金曜日9時40分から「Audikaのよく聴こえて、よく生きる、聴き活コーナー」を放送している（2025年1月～）[69]。